# New Vienna (Ohio)
Pour les articles homonymes, voir New Vienna.
New Vienna est un village américain situé dans le comté de Clinton, dans l'Ohio. Selon le recensement de 2010, sa population est de 1 224 habitants.